# توماس کین
توماس هاوارد کین (زاده ۲۱ آوریل ۱۹۳۵) یک تاجر، مدیر دانشگاهی و سیاستمدار آمریکایی است. او همچنین به عنوان چهل و هشتمین فرماندار نیوجرسی از سال ۱۹۸۲ تا ۱۹۹۰ و همچنین به عنوان رئیس دانشگاه درو مشغول فعالیت بود.

## اوایل زندگی و تحصیلات
کین در شهر نیویورک از خانواده ای که جزو سیاستمداران نیوجرسی بودند و همچنین از خانواده ای با تبار هلندی آمریکایی متولد می‌شود. نام مادر او الیزابت هاوارد و همچنین نام پدر او رابرت کین بود، که از سال ۱۹۳۹ تا ۱۹۵۹ نماینده ایالات متحده بود. پدر بزرگ کین همیلتون فیش کین و عموی او جان کین بود که هر دوی آنان به عنوان سناتورهای ایالات متحده در نیوجرسی مشغول فعالیت در این زمینه بودند. عموی دوم کین همیلتون فیش، که سناتور ایالات متحده و همچنین فرماندار نیویورک و بیست و ششمین وزیر امور خارجه ایالات متحده بود. کین همچنین با ویلیام لیوینگستون، که نماینده کنگره قاره ای، همچنین نخستین فرماندار نیوجرسی بود، وابسته است و همچنین به عنوان یکی از پایه‌گذاران نیوجرسی نام برده می‌شود. مادر کین که از تبار ایرلندی بود، همچنین جزوی از نوادگان جان نیلسون و علاوه بر آن جزوی از وطن پرستان پیشرو نیوجرسی در طول جنگ انقلابی آمریکا به‌شمار می‌رفت.